# Giammateo Asola
Giammateo Asola (également orthographié Gian Matteo, Giovanni Matteo ; Asula, Asulae), né en 1532 ou avant à Vérone et mort le 1er octobre 1609 à Venise, est un compositeur italien de la fin de la Renaissance. Il est un compositeur prolifique de musique sacrée, le plus souvent dans un style conservateur, bien qu'il soit l'un des premiers compositeurs à écrire une partie pour  basse continue.

## Biographie
Giammateo Asola naît en 1532 ou avant à Vérone. Il commence à étudier à Alga en 1546 dans la congrégation des chanoines séculiers. À Vérone, il étudie probablement avec Vincenzo Ruffo. En 1569, il devient curé séculier paroissial et en 1577, maître de chapelle de la cathédrale de Trévise ; cependant, en 1578, il se rend à la cathédrale de Vicence pour y occuper un poste équivalent, où le salaire et les opportunités musicales sont plus grands. Il n'y reste que quatre ans, se rendant à Venise en 1582, qui est le centre d'activité de la musique sacrée en Italie du Nord. À l'exception d'un bref retour à Vérone vers 1590-1591, il vit à Venise jusqu'à sa mort, travaillant à l'église de Severo, comme l'un des quatre chapelains ; apparemment, il n'a jamais été associé à Saint-Marc.